# Пелехін Петро Павлович
Петро Павлович Пелехін (1789, Київська губернія, Макіївка, Черкаський повіт — 4 жовтня 1871, Київ) — український лікар, російський вчений-медик, хірург, доктор медицини, педагог, професор Імператорської Військово-медичної академії. Статський радник. Найосвіченіша людина Росії свого часу.

## Життєпис
Народився в родині бідного священика. Після закінчення у 1811 році Київської духовної академії працював у ній викладачем німецької, французької й давньоєврейскої мови та історії церкви. У 1820 році П. Пелехін поступив у Медико-хірургічну академію й закінчив її у 1824 році зі золотою медаллю. З того ж року він працював в академії на посаді ад'юнкт-професора фізіології й патології. У 1825 році П. Пелехін разом з чотирма іншими молодими вченими був відправлений на підвищення кваліфікації за кордон. Зокрема він слухав лекції фармакології, токсикології, гігієні, терапії в університетах і проходив практику в медичних установах у кількох тодішніх австрійських містах (Львів, Краків, Відень). З Відня він був відправлений на подальше навчаннях в університетах Берліна, Вроцлава (тоді Бреслау) і Парижа.
Видатні здібності українського вченого були оцінені належним чином. У 1827 році він обирається почесним членом Мінералогічного товариства у місті Ієна й Королівського Дженерівського товариства у Лондоні. У Единбурзькому університеті П. Пелехін захистив докторську дисертацію й був обраний членом Королівського фізичного единбурзького товариства, а того як у 1829 році повернувся до Петербургу він був обраний членом ще кількох медичних товариств у Берліні, Бреслау, Лондоні.
Незважаючи на усі ці почесні звання у Росії йому довелося захищати звання доктора медицини, здаючи екзамени в Медико-хірургічній академії, після чого він отримав звання «honoris causa». Проте за неясних обставин П. Пелехин мусів залишити Академію у 1830 році. У цей час у Росії лютувала епідемія холери й Пелехін був призначений членом комісії з вивчення причин і методів лікування цієї хвороби, чим займався у Саратові й Астрахані впродовж трьох років. Під час цієї роботи він сам сам заразився холерою й ледь не помер.
У 1834 році Пелехін знову був відправлений за кордон для вивчення нового тоді методу літотрипсії (роздрібнення ниркових каменів). Пробувши у Лондоні один рік Пелехин повертається в Росію й стає професором судової медицини, медичної поліції й гігієни. У 1839 році П. Пелехін дістав ступінь доктора хірургії, а пізніше викладав офтальмологію, був затверджений у званні званні заслуженого професора з чином статського радника.
У 1846 році П. Пелехін повертається на батьківщину. Оселившись у Києві, він викладав медицину у Київській духовній академії майже до самої смерті у 1871 році. Перед смертю він заповів велику суму грошей грошей на розвиток вітчизняної науки в Західній Україні. Цю останню волю покійного здійснив його син Пелехин Павло, передавши гроші на розвиток Наукового товариства імені Т. Г. Шевченка у Львові.

## Наукова діяльність
Наукова діяльність Петра Пелехіна дуже різноманітна, він був рідкісним ерудитом. Свою докторську дисертацію він присвятив неврозам, в якій висловлював думку про відсутність постійного зв'язку між виникненням неврозу й типом конституції людини. Працюючи в галузі судової медицини, він зробив великий внесок у розвиток токсикології. Одним з перших у Росії він визнав велике значення експериментальної постановки викладання лікарських наук і вважав безумовно необхідним повне практичне ознайомлення студентів з темами прослуханих лекцій.
Крім медицини Петро Пелехін проявив себе також і у мовознавстві. Цей бік діяльності вченого як слід ще недосліджений.

## Обрані наукові праці
- De neurosibus in genere. Diss d. m. Edinburghii. 1829. 8°;
- Oratio jubilaea quam ord. prof. Petrus Pelechin secundum die hovembris 1836 anno in conventu amplissimorum virorum publice peroravit.